# Turanena katerinae
Turanena katerinae is een slakkensoort uit de familie van de Enidae. De wetenschappelijke naam van de soort is voor het eerst geldig gepubliceerd in 1996 door E. Gittenberger.